# Les Trois Croix
Les Trois Croix est une gravure à la pointe sèche rehaussée au burin réalisée par Rembrandt en 1653. Le titre fait référence aux crucifixions de Jésus-Christ sur une croix centrale et celles du «bon larron» et du «mauvais larron» accrochés respectivement sur les croix de droite et de gauche du Christ.

« Cette gravure monumentale est généralement considérée comme l'une des œuvres graphiques les plus importantes de la fin de carrière de Rembrandt, en partie pour sa composition, mais principalement parce qu'elle a été exécutée à la seule pointe-sèche. »

— Erik Hinterding, 2001

## Description et iconographie

### Iconographie
L’œuvre représente un épisode biblique, peu après la Crucifixion de Jésus-Christ sur le mont Golgotha. La scène décrit le moment clé du récit de la Passion, un ensemble de textes décrivant l’arrestation du Christ, son procès, sa montée au Calvaire, sa crucifixion et sa mort, et finalement sa mise au Tombeau.
La scène, plongée dans les ténèbres, illustre le 23e chapitre de l'Évangile selon Luc, :

« C’était déjà environ la sixième heure (c’est-à-dire : midi) ; l’obscurité se fit sur toute la terre jusqu’à la neuvième heure,
car le soleil s’était caché. Le rideau du Sanctuaire se déchira par le milieu.
Alors, Jésus poussa un grand cri : « Père, entre tes mains je remets mon esprit. » Et après avoir dit cela, il expira.
À la vue de ce qui s’était passé, le centurion rendit gloire à Dieu : « Celui-ci était réellement un homme juste. »
Et toute la foule des gens qui s’étaient rassemblés pour ce spectacle, observant ce qui se passait, s’en retournaient en se frappant la poitrine. »

Elle illustre également le 27e chapitre de l'Évangile selon Matthieu :

« Et voici que le rideau du Sanctuaire se déchira en deux, depuis le haut jusqu’en bas ; la terre trembla et les rochers se fendirent.
Les tombeaux s’ouvrirent ; les corps de nombreux saints qui étaient morts ressuscitèrent. »

### Description et analyse
Pour représenter le Golgotha, Rembrandt se sert des différentes évocations dans la Bible pour en faire un « lieu abstrait d'une portée universelle », selon une vision très personnelle de l'artiste. Ainsi, par exemple, il représente « La terre trembla, les rochers se fendirent, les tombeaux s'ouvrirent » au moyen d'une architecture rocheuse qui encadre la scène, qui devient le seul lieu important, puisque toute autre construction humaine a disparu et qu'un rideau couvre le fond de la scène.
C'est la croix du Christ qui constitue le centre de la composition : celle-ci, très dynamique, y voit converger et diverger tous les mouvements. La scène est peuplée de nombreux personnages, mais une lumière vive et complète est réservée au Christ et à ses proches, les autres restant dans l'obscurité.
Au centre, le Christ, qui vient de mourir, est illuminé par une forte lumière ; il est accompagné de deux malfaiteurs : le bon, à sa droite, a les bras en croix, tandis que le mauvais, à sa gauche, a les bras attaché derrière le dos, les yeux bandés et le corps cabré de rage. Aux pieds du Christ se trouve le centurion s'étant converti : il est descendu de son cheval, retiré son casque et s'est agenouillé devant lui, les bras ouverts. Selon le catalogue du Petit Palais, Rembrandt pourrait avoir été inspiré de l'estampe La Conversion du centurion du maître au Dé (1552).
Derrière le soldat, deux femmes gisent au sol, tandis que les autres personnages s'en éloignent paniqués, suggérant qu'elles ont été victimes de la foudre. Restent la famille et les proches du Christ, à droite de la composition. La Vierge est en prière dans les bras des Saintes Femmes, et Marie Madeleine embrasse les pieds du Christ.
Tandis que Saint Jean crie de douleur, les soldats à gauche demeurent impassibles.

## Analyse technique

### Différents états
Les Trois Croix existe en cinq états.
Des dix-neuf estampes connues du premier état, quatorze ont été imprimées sur du vélin, un papier de grande qualité et donc très cher. Ce seul fait donne aux estampes des Trois Croix un caractère exclusif, même si Rembrandt justifie également son utilisation à des fins techniques : en effet, le vélin absorbe beaucoup moins l'encre que le papier classique et le rendu des traits floutés de la pointe sèche y ont un rendu exceptionnel.
Le deuxième état est exactement le même au premier, si ce n'est une infime correction. Si Rembrandt imprime toujours ses épreuves avec une grande attention, seulement deux des neuf exemplaires du deuxième état ont été imprimés sur vélin. Pourtant, il ne peut empêcher certains traits de perdre en netteté à cause de l'usure de la plaque, faisant perdre une partie de la composition en contraste, en particulier le Christ et les figures entourant la croix.
C'est ce qu'il corrige dans le troisième état. Usant de la pointe sèche et du burin, il renforce les ombres existantes et assombrit l'arrière plan avec de nouveaux tracés. C'est dans cet état qu'apparaît sa signature, « Rembrandt.f.1653 », ce qui indique qu'il considère son œuvre comme achevée. Il en tire dix-sept épreuves, dont deux sur vélin.
Les trois premiers états sont réalisés dans un laps de temps assez court. Bien que considérée par l'artiste lui-même comme achevée, la plaque des Trois Croix est à nouveau travaillée quelques années plus tard.
Les changements apportés à ce quatrième état sont si drastiques que les spécialistes du XVIIIe siècle, notamment Edme-François Gersaint dans son Catalogue raisonné de toutes les pièces qui forment l’œuvre de Rembrandt,, pensaient que Rembrandt avait travaillé sur une nouvelle plaque.

2e état
3e état
4e état
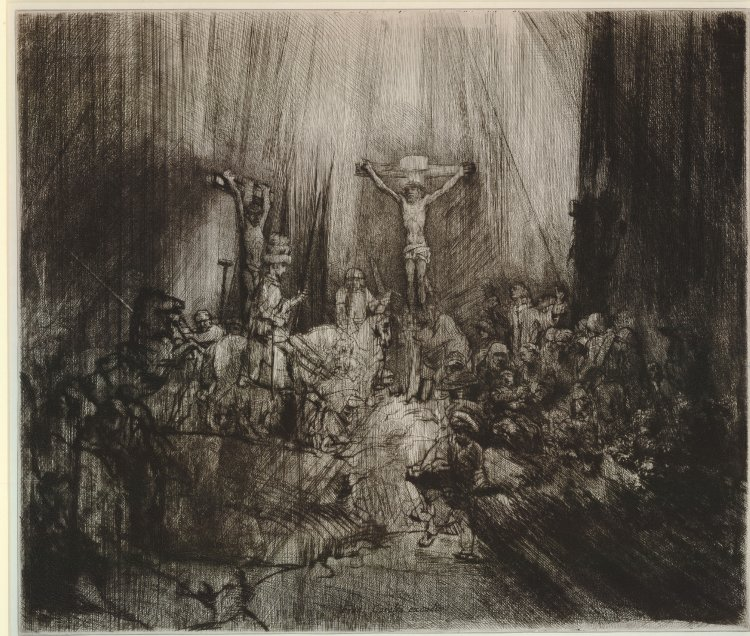
5e état

### Analyse technique
Rembrandt délaisse l'eau-forte, technique longtemps privilégiée car lui permettant plus de liberté dans le dessin, pour graver cette pièce à la pointe sèche. Celle-ci coûte plus cher à l'artiste, car le nombre de copies est beaucoup plus limité sur cette planche de cuivre: on estime à environ une cinquantaine le nombre d'impressions possibles depuis une plaque de cuivre gravée à la pointe sèche avant que le trait ne soit trop alteré. Rembrandt a donc apporté une très grande attention aux impressions des Trois Croix, expérimentant avec plusieurs effets de surface et encrages différents.
Dans l'ouvrage de son exposition de 1986, le Petit Palais évoque l'évolution de Rembrandt dans les années 1650 en ces termes : « Le génie final de Rembrandt aquafortiste s'est cristallisé dans les Trois Croix dont le tracé possède les arêtes vives du désespoir et la lumière tout l'éclat d'un diamant noir. »

## Sur le marché de l'art
Au début du XXe siècle, Lucien Monod fait un compte-rendu de la valeur des estampes de Rembrandt sur le marché. Il les définit comme étant de « première classe », et leur estimation varie entre 18 et 100 000 fr. ; Les Trois Croix a été vendue 9 100 fr. à un particulier de Montpellier en 1922.

## Conservation et expositions notables
Les Trois Croix originales ont été tirées à quatre-vingt-quinze exemplaires et plusieurs ont donc pu être conservées jusqu'à aujourd'hui. Parmi les lieux de conservation les plus notables : le Rijksmuseum Amsterdam, le musée des beaux-arts du Canada (Ottawa), la bibliothèque nationale de France et la Bibliothèque royale de Belgique.
En 1986, le Petit Palais organise une grande exposition sur l'œuvre gravé de Rembrandt.
Le British Museum a organisé plusieurs expositions sur les gravures de Rembrandt, notamment en 2000-2001 avec Rembrandt: the Printmaker et en 2006 avec Rembrandt as printmaker.
En 1999, le Montgomery Museum of Fine Arts organise l'exposition Rembrandt, beyond the brush : master prints from the Weil collection basée sur la collection Weil.
En 2016, Bruxelles organise une exposition des cent chefs-d'œuvre possédés par l'ensemble des musées de Bruxelles : Les Trois Croix y a une place de choix et les 2e, 3e et 4e originaux sont exposés à la bibliothèque royale.